# Thecla vesulus
Thecla vesulus är en fjärilsart som beskrevs av Pieter Cramer 1782. Thecla vesulus ingår i släktet Thecla och familjen juvelvingar. Inga underarter finns listade i Catalogue of Life.